# Hålanda
Hålanda est une paroisse de la province suédoise de Västergötland, située sur le territoire de la Commune d'Ale, dans le comté de Västra Götaland. Sa superficie est de 7 836 hectares.

## Démographie
| Année      | 1884  | 1910  | 2006 |
| ---------- | ----- | ----- | ---- |
| Population | 2 823 | 2 657 | 708  |

## Lieux et monuments
- Dolmen remontant au Néolithique

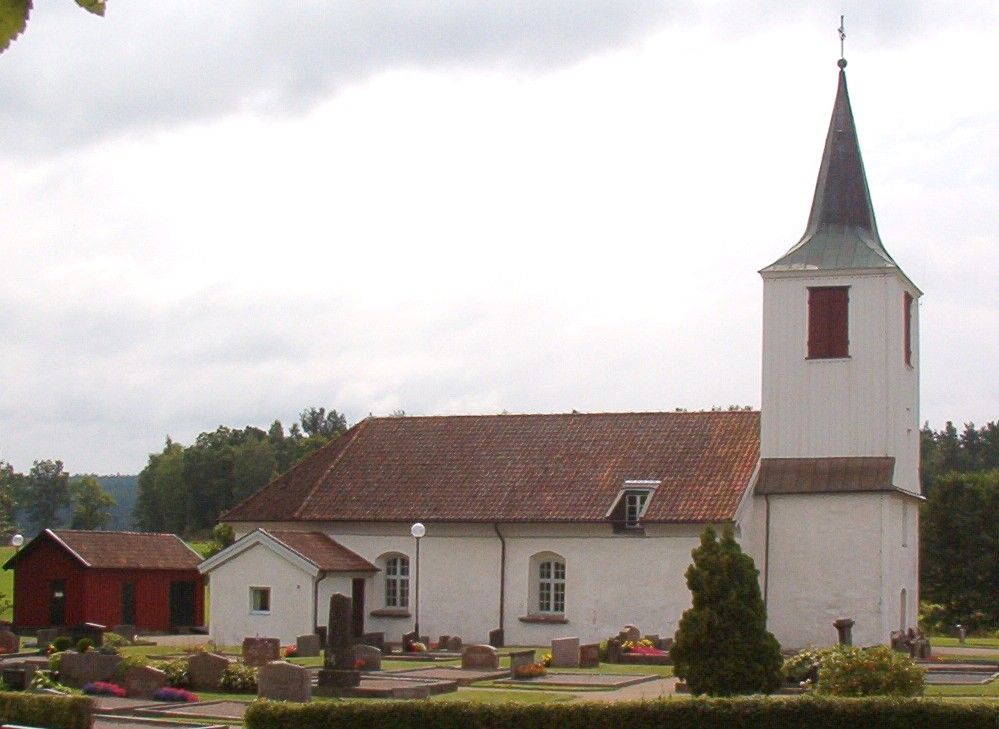
L'église de Hålanda.

- Tumuli et pierres dressées datant de l'âge du bronze ou du début de l'âge du fer
- Église médiévale agrandie en 1756
- Oset, lieu-dit du domaine de Livered (le naturaliste Pehr Osbeck y est né en 1723)

## Personnages célèbres
- Pehr Osbeck (1723-1805), naturaliste suédois né dans la paroisse de Hålanda le 9 mai 1723.